# Michaił Kuzniecow (kajakarz)
Michaił Kuzniecow, ros. Михаил Николаевич Кузнецов  (ur. 14 maja 1985) – rosyjski kajakarz górski, brązowy medalista olimpijski.
Zdobywca brązowego medalu w igrzyskach olimpijskich w Pekinie w 2008 roku w parze z Dmitrijem Łarionowem w slalomie C-2.